# Four (álbum de Blues Traveler)
Four é um álbum de Blues Traveler, lançado em 1994.